# Liga dos Campeões da EHF
A Liga dos Campeões da EHF, oficialmente EHF Champions League, antiga Taça Europeia de Handebol, é uma competição de handebol disputada por clubes europeus. É a competição mais importante no andebol europeu.
A precursora da competição, a Taça Europeia da IHF, foi criada em 1956. Em 1993, a EHF assumiu a organização e mudou o formato e o nome da competição para Liga dos Campeões da EHF.

## História
Originalmente conhecida como Taça Europeia de Andebol em Portugal, a competição começou em 1956-57. Era disputada na forma de eliminatórias, com dois jogos, onde as equipes jogavam uma partida em casa e outra na casa do adversário. Ao longo dos tempos, este torneio teve sucesso e tornou-se a Liga dos Campeões da EHF, hoje administrado pela EHF. 
Em 1993-94, o torneio foi reformulado e assim foi criada a Liga dos Campeões da EHF, disputada na forma de eliminatórias (precedidas de uma fase de grupos e rondas de qualificação), com dois jogos onde as equipas jogam uma partida em casa e outra fora, na casa do adversário, com exceção da Final-Four, disputada em jogo único.
A entrada nesta competição é limitada de acordo com o Ranking de Coeficiente da EHF das associações nacionais, determinado pela performance das suas equipas filiadas nos cinco anos anteriores à prova (sem contar no ano imediatamente anterior).
O FC Barcelona lidera o ranking de conquistas da competição, com nove títulos. Após a equipa espanhola, a equipa mais bem-sucedida fora o VfL Gummersbach, com cinco títulos.

## Elegibilidade e qualificação
Cada ano, a EHF publica uma lista de classificação das ligas nacionais de cada federação-membro (ranking de coeficiente da EHF). As primeiras 27 nações são autorizadas a participar na competição com o seu campeão nacional. As nações classificadas em primeiro e segundo lugar recebem um berço adicional enquanto outras nações podem solicitar vagas adicionais.
Para 2018–19, a Liga dos Campeões da EHF é dividida em quatro fases. Independente da posição no ranking da sua federação, as equipas entram na competição na fase de grupos.

## Formato da competição
Após 2015–16, a competição segue um formato semelhante todas as épocas.

### Fase de grupos
Na fase de grupos, um total de 28 equipas são divididas em quatro grupos onde todas as equipas enfrentam-se em sistema de todos contra todos. Os grupos A e B são constituídos por oito equipas cada. O vencedor de cada grupo qualifica-se diretamente para os quartos de final enquanto as equipas classificadas do 2.º ao 6.º lugar de cada grupo qualificam-se para os oitavos de final. Os grupos C e D são constituídos por 6 equipas cada. Os dois primeiros classificados de cada grupo qualificam-se para o playoff onde o vencedor do grupo C encontra o segundo classificado do grupo D e vice-versa para determinar as duas equipas que seguem para as eliminatórias.

### Eliminatórias
As eliminatórias são divididas em três fases.
Um total de 12 equipas participam na primeira eliminatória disputada em sistema ida e volta, 10 equipas provenientes dos grupos A e B e duas equipas provenientes do playoff entre os dois primeiros classificados dos grupos C e D. 
Os seis vencedores da primeira fase das eliminatórias juntam-se aos vencedores dos grupos A e B nos quartos de final, a segunda fase das eliminatórias, também disputada em sistema ida e volta. Esta fase apura as quatro equipas que disputarão a final four da competição.
As equipas participantes na final four são sorteadas numa meia final e jogam todas no mesmo fim de semana, com as duas semifinais a serem disputadas num sábado e o jogo de apuramento do terceiro lugar e a final a serem disputadas no dia seguinte.

## Hino
O hino da Liga dos Campeões da EHF, intitulado "Hymn of the Champions" (em inglês), foi escrito pelo compositor austríaco Roman Kariolou em 2007. Tocado antes de cada jogo durante a cerimónia de entrada, a o arranjo foi realizado pela Orquestra Sinfónica de Bratislava, conduzida por David Hernando.

## Campeões
Taça Europeia (organizada pela IHF)
| Year             |                      | Final                 | Final                   | Final                   |                        | Semifinais | Semifinais |
| Year             | Campeão              | Resultado             | 2º classificado         | 3º classificado         | 4º classificado        |            |            |
| 1956–57 Detalhes | Dukla Prague         | 21–13                 | Örebro SK               | HG Kopenhagen           | Paris UC               |            |            |
| 1958–59 Detalhes | Redbergslids IK      | 18–13                 | Frisch Auf Göppingen    | Helsingør IF            | Dinamo Bucureşti       |            |            |
| 1959–60 Detalhes | Frisch Auf Göppingen | 18–13                 | Aarhus GF               | Dinamo Bucureşti        | Paris UC               |            |            |
| 1961–62 Detalhes | Frisch Auf Göppingen | 13–11                 | Partizan Bjelovar       | Dukla Prague            | IK Skovbakken          |            |            |
| 1962–63 Detalhes | Dukla Prague         | 15–13                 | Dinamo Bucureşti        | Frisch Auf Göppingen    | Ajax København         |            |            |
| 1964–65 Detalhes | Dinamo Bucureşti     | 13–11                 | Medveščak Zagreb        | Grasshopper-Club Zürich | Ajax København         |            |            |
| 1965–66 Detalhes | SC Leipzig           | 16–14                 | Budapest Honvéd FC      | Dukla Prague            | Aarhus GF              |            |            |
| 1966–67 Detalhes | VfL Gummersbach      | 17–13                 | Dukla Prague            | SK Cuncevo              | Dinamo Bucureşti       |            |            |
| 1967–68 Detalhes | Steaua Bucureşti     | 13–11                 | Dukla Prague            | Dynamo Berlin           | Partizan Bjelovar      |            |            |
| 1969–70 Detalhes | VfL Gummersbach      | 14–11                 | Dynamo Berlin           | Steaua Bucureşti        | RK Crvenka             |            |            |
| 1970–71 Detalhes | VfL Gummersbach      | 17–16                 | Steaua Bucureşti        | Sporting CP             | Partizan Bjelovar      |            |            |
| 1971–72 Detalhes | Partizan Bjelovar    | 19–14                 | VfL Gummersbach         | MAI Moscovo             | HT Tatran Prešov       |            |            |
| 1972–73 Detalhes | MAI Moscovo          | 26–23                 | Partizan Bjelovar       | SC Leipzig              | SolK Hellas            |            |            |
| 1973–74 Detalhes | VfL Gummersbach      | 19–17                 | MAI Moscovo             | Oppsal IF Oslo          | Ruda Hvezda Bratislava |            |            |
| 1974–75 Detalhes | ASK Frankfurt/Oder   | 19–17                 | Borac Banja Luka        | VfL Gummersbach         | Steaua Bucureşti       |            |            |
| 1975–76 Detalhes | Borac Banja Luka     | 17–15                 | Fredericia KFUM         | VfL Gummersbach         | Fredensborg/Ski        |            |            |
| 1976–77 Detalhes | Steaua Bucureşti     | 21–20                 | CSKA Moscovo            | Fredericia KFUM         | VfL Gummersbach        |            |            |
| 1977–78 Detalhes | Magdeburg            | 28–22                 | Śląsk Wrocław           | Budapest Honvéd FC      | Calpisa                |            |            |
| 1978–79 Detalhes | TV Grosswallstadt    | 30–28 (14-10 / 18-16) | Empor Rostock           | Budapest Honvéd FC      | Dinamo Bucureşti       |            |            |
| 1979–80 Detalhes | TV Grosswallstadt    | 21–12                 | Valur Reykjavík         | Dukla Prague            | Atlético de Madrid     |            |            |
| 1980–81 Detalhes | Magdeburg            | 52–43 (25-23 / 29-18) | Slovan Ljubljana        | LUGI HF                 | CSKA Moscovo           |            |            |
| 1981–82 Detalhes | Budapest Honvéd FC   | 49–34 (25-16 / 18-24) | TSV St. Omar St. Gallen | Helsingør IF            | TV Grosswallstadt      |            |            |
| 1982–83 Detalhes | VfL Gummersbach      | 32–29 (15-19 / 13-14) | CSKA Moscovo            | Barcelona               | RK Metaloplastika      |            |            |
| 1983–84 Detalhes | Dukla Prague         | 38–38 (21-17 / 21-17) | RK Metaloplastika       | VfL Gummersbach         | Budapest Honvéd FC     |            |            |
| 1984–85 Detalhes | RK Metaloplastika    | 49–32 (19-12 / 20-30) | Atlético de Madrid      | FH Hafnarfjörður        | Dukla Prague           |            |            |
| 1985–86 Detalhes | RK Metaloplastika    | 54–52 (29-24 / 30-23) | Wybrzeże Gdańsk         | Steaua Bucureşti        | Atlético de Madrid     |            |            |
| 1986–87 Detalhes | SKA Minsk            | 62–49 (32-24 / 25-30) | Wybrzeże Gdańsk         | TuSEM Essen             | RK Metaloplastika      |            |            |
| 1987–88 Detalhes | CSKA Moscovo         | 36–36 (18-15 / 21-18) | TuSEM Essen             | RK Metaloplastika       | CD Bidasoa             |            |            |
| 1988–89 Detalhes | SKA Minsk            | 61–53 (30-24 / 37-23) | Steaua Bucureşti        | Magdeburg               | HK Drott               |            |            |
| 1989–90 Detalhes | SKA Minsk            | 53–50 (26-21 / 29-27) | Barcelona               | TuSEM Essen             | US Créteil Handball    |            |            |
| 1990–91 Detalhes | Barcelona            | 41–40 (23-21 / 20-17) | Proleter Zrenjanin      | ETI Bisküiler           | Dinamo Astrakhan       |            |            |
| 1991–92 Detalhes | RK Zagreb            | 50–38 (22-20 / 18-28) | Cantabria Santander     | Kolding IF              | Barcelona              |            |            |
| 1992–93 Detalhes | RK Zagreb            | 40–39 (22-17 / 22-18) | SG Wallau-Massenheim    | Vénissieux handball     | Barcelona              |            |            |

Liga dos Campeões da EHF
| Year             |                     | Final                 | Final                      | Final                  |                      | Semifinais | Semifinais |
| Year             | Campeão             | Resultado             | 2º classificado            | 3º classificado        | 4º classificado      |            |            |
| 1993–94 Detalhes | Cantabria Santander | 45–43 (22-22 / 23-21) | ABC Braga                  | UHK West Wien          | USAM Nîmes           |            |            |
| 1994–95 Detalhes | CD Bidasoa          | 56–47 (30-20 / 27-26) | RK Zagreb                  | THW Kiel               | Cantabria Santander  |            |            |
| 1995–96 Detalhes | Barcelona           | 46–38 (23-15 / 23-23) | RK Metaloplastika          | Pfadi Winterthur       | THW Kiel             |            |            |
| 1996–97 Detalhes | Barcelona           | 61–45 (31-22 / 23-30) | Zagreb                     | Celje                  | Kiel                 |            |            |
| 1997–98 Detalhes | Barcelona           | 56–40 (28-18 / 22-28) | Zagreb                     | TBV Lemgo              | Celje                |            |            |
| 1998–99 Detalhes | Barcelona           | 51–40 (22-22 / 29-18) | RK Zagreb                  | Celje                  | San Antonio          |            |            |
| 1999–00 Detalhes | Barcelona           | 54–52 (28-25 / 29-24) | Kiel                       | Celje                  | Zagreb               |            |            |
| 2000–01 Detalhes | San Antonio         | 52–49 (30-24 / 25-22) | Barcelona                  | Celje                  | Kiel                 |            |            |
| 2001–02 Detalhes | Magdeburg           | 51–48 (23-21 / 30-25) | Veszprém                   | Kolding IF             | San Antonio          |            |            |
| 2002–03 Detalhes | Montpellier         | 50–46 (27-19 / 31-19) | San Antonio                | Prule 67               | Veszprém             |            |            |
| 2003–04 Detalhes | Celje               | 62–58 (34-28 / 30-28) | SG Flensburg-Handewitt     | Ciudad Real            | Magdeburg            |            |            |
| 2004–05 Detalhes | Barcelona           | 56–55 (28-27 / 29-27) | Ciudad Real                | Celje                  | Montpellier          |            |            |
| 2005–06 Detalhes | Ciudad Real         | 62–47 (19-25 / 37-28) | San Antonio                | SG Flensburg-Handewitt | Veszprém             |            |            |
| 2006–07 Detalhes | THW Kiel            | 57–55 (28-28 / 29-27) | SG Flensburg-Handewitt     | San Antonio            | BM Valladolid        |            |            |
| 2007–08 Detalhes | Ciudad Real         | 58–54 (27-29 / 25-31) | THW Kiel                   | HSV Hamburg            | Barcelona            |            |            |
| 2008–09 Detalhes | Ciudad Real         | 67–66 (39-34 / 33-27) | THW Kiel                   | HSV Hamburg            | Rhein-Neckar Löwen   |            |            |
| 2009–10 Detalhes | THW Kiel            | 36–34                 | Barcelona                  | Ciudad Real            | Chekhovskiye Medvedi |            |            |
| 2010–11 Detalhes | Barcelona           | 27–24                 | Ciudad Real                | Rhein-Neckar Löwen     | HSV Hamburg          |            |            |
| 2011–12 Detalhes | THW Kiel            | 26–21                 | BM Neptuno/Atlético Madrid | AG København           | Füchse Berlin        |            |            |
| 2012–13 Detalhes | HSV Hamburg         | 30–29                 | Barcelona                  | Vive Kielce            | THW Kiel             |            |            |
| 2013–14 Detalhes | Flensburg-Handewitt | 30–28                 | THW Kiel                   | Barcelona              | Veszprém             |            |            |
| 2014–15 Detalhes | Barcelona           | 28–23                 | Veszprém                   | Vive Kielce            | THW Kiel             |            |            |
| 2015–16 Detalhes | Vive Kielce         | 35–35 ap 4–3 gp       | Veszprém                   | Paris Saint-Germain    | THW Kiel             |            |            |
| 2016–17 Detalhes | Vardar              | 24–23                 | Paris Saint-Germain        | Veszprém               | Barcelona            |            |            |
| 2017–18 Detalhes | Montpellier         | 32–26                 | HBC Nantes                 | Paris Saint-Germain    | Vardar               |            |            |
| 2018–19 Detalhes | Vardar              | 27–24                 | Veszprém                   | Barcelona              | Vive Kielce          |            |            |
| 2019–20 Detalhes | THW Kiel            | 33–28                 | Barcelona                  | Paris Saint-Germain    | Veszprém             |            |            |
| 2020–21 Detalhes | Barcelona           | 36–23                 | Aalborg Håndbold           | Paris Saint-Germain    | HBC Nantes           |            |            |
| 2021–22 Detalhes | Barcelona           | 37–35                 | Vive Kielce                | THW Kiel               | Veszprém             |            |            |
| 2022–23 Detalhes | Magdeburg           | 30-29 ap              | Vive Kielce                | Barcelona              | Paris Saint-Germain  |            |            |
| 2023–24 Detalhes | Barcelona           | 31-30                 | Aalborg Håndbold           | THW Kiel               | Magdeburg            |            |            |

### Títulos por equipas
| Clube                      | Vencedor | Finalista | Anos vencedor                                                          | Anos finalista               |
| -------------------------- | -------- | --------- | ---------------------------------------------------------------------- | ---------------------------- |
| Barcelona                  | 12       | 5         | 1991, 1996, 1997, 1998, 1999, 2000, 2005, 2011, 2015, 2021, 2022, 2024 | 1990, 2001, 2010, 2013, 2020 |
| VfL Gummersbach            | 5        | 1         | 1967, 1970, 1971, 1974, 1983                                           | 1972                         |
| THW Kiel                   | 4        | 4         | 2007, 2010, 2012, 2020                                                 | 2000, 2008, 2009, 2014,      |
| Magdeburg                  | 4        | 0         | 1978, 1981, 2002, 2023                                                 | –                            |
| Dukla Prague               | 3        | 2         | 1957, 1963, 1984                                                       | 1967, 1968                   |
| Ciudad Real                | 3        | 2         | 2006, 2008, 2009                                                       | 2005, 2011                   |
| SKA Minsk                  | 3        | 0         | 1987, 1989, 1990                                                       | –                            |
| Zagreb                     | 2        | 4         | 1992, 1993                                                             | 1995, 1997, 1998, 1999       |
| Steaua Bucureşti           | 2        | 2         | 1968, 1977                                                             | 1971, 1989                   |
| Frisch Auf Göppingen       | 2        | 1         | 1960, 1962                                                             | 1959                         |
| Metaloplastika             | 2        | 1         | 1985, 1986                                                             | 1984                         |
| TV Großwallstadt           | 2        | 0         | 1979, 1980                                                             | –                            |
| Montpellier                | 2        | 0         | 2003, 2018                                                             | –                            |
| Vardar                     | 2        | 0         | 2017, 2019                                                             | –                            |
| Bjelovar                   | 1        | 2         | 1972                                                                   | 1962, 1973                   |
| CSKA Moscovo               | 1        | 2         | 1988                                                                   | 1977, 1983                   |
| San Antonio                | 1        | 2         | 2001                                                                   | 2003, 2006                   |
| Flensburg-Handewitt        | 1        | 2         | 2014                                                                   | 2004, 2007                   |
| Vive Kielce                | 1        | 2         | 2016                                                                   | 2022, 2023                   |
| Dinamo Bucureşti           | 1        | 1         | 1965                                                                   | 1963                         |
| MAI Moscovo                | 1        | 1         | 1973                                                                   | 1974                         |
| Borac Banja Luka           | 1        | 1         | 1976                                                                   | 1975                         |
| Budapest Honvéd            | 1        | 1         | 1982                                                                   | 1966                         |
| Cantabria Santander        | 1        | 1         | 1994                                                                   | 1992                         |
| CD Bidasoa                 | 1        | 1         | 1995                                                                   | 1996                         |
| Redbergslids               | 1        | 0         | 1959                                                                   | –                            |
| SC Leipzig                 | 1        | 0         | 1966                                                                   | –                            |
| ASK Frankfurt/Oder         | 1        | 0         | 1975                                                                   | –                            |
| Celje                      | 1        | 0         | 2004                                                                   | –                            |
| HSV Hamburg                | 1        | 0         | 2013                                                                   | –                            |
| Veszprém                   | 0        | 4         | –                                                                      | 2002, 2015, 2016, 2019       |
| Wybrzeże Gdańsk            | 0        | 2         | –                                                                      | 1986, 1987                   |
| Aalborg Håndbold           | 0        | 2         | –                                                                      | 2021, 2024                   |
| Örebro SK                  | 0        | 1         | –                                                                      | 1957                         |
| Aarhus GF                  | 0        | 1         | –                                                                      | 1960                         |
| Dynamo Berlin              | 0        | 1         | –                                                                      | 1970                         |
| Fredericia KFUM            | 0        | 1         | –                                                                      | 1976                         |
| Śląsk Wrocław              | 0        | 1         | –                                                                      | 1978                         |
| Empor Rostock              | 0        | 1         | –                                                                      | 1979                         |
| Valur                      | 0        | 1         | –                                                                      | 1980                         |
| Slovan Ljubljana           | 0        | 1         | –                                                                      | 1981                         |
| TSV St. Otmar St. Gallen   | 0        | 1         | –                                                                      | 1982                         |
| Atlético Madrid            | 0        | 1         | –                                                                      | 1985                         |
| TUSEM Essen                | 0        | 1         | –                                                                      | 1988                         |
| Proleter Zrenjanin         | 0        | 1         | –                                                                      | 1991                         |
| Wallau-Massenheim          | 0        | 1         | –                                                                      | 1993                         |
| ABC Braga                  | 0        | 1         | –                                                                      | 1994                         |
| BM Neptuno/Atlético Madrid | 0        | 1         | –                                                                      | 2012                         |
| Paris Saint-Germain        | 0        | 1         | –                                                                      | 2017                         |
| HBC Nantes                 | 0        | 1         | –                                                                      | 2018                         |

### Títulos por país
| Rank | País                | Vitórias | Finalistas | Finais |
| ---- | ------------------- | -------- | ---------- | ------ |
| 1    | Espanha             | 18       | 13         | 31     |
| 2    | Alemanha            | 17       | 10         | 27     |
| 3    | União Soviética [A] | 5        | 3          | 8      |
| 4    | Iugoslávia [B]      | 4        | 7          | 11     |
| 5    | Alemanha Oriental   | 4        | 2          | 6      |
| 6    | Roménia             | 3        | 3          | 6      |
| 7    | Tchecoslováquia [C] | 3        | 2          | 5      |
| 8    | Croácia             | 2        | 4          | 6      |
| 9    | França              | 2        | 2          | 4      |
| 10   | Macedônia do Norte  | 2        | 0          | 2      |
| 11   | Hungria             | 1        | 5          | 6      |
| 12   | Polónia             | 1        | 5          | 6      |
| 13   | Suécia              | 1        | 1          | 2      |
| 14   | Eslovênia           | 1        | 0          | 1      |
| 15   | Dinamarca           | 0        | 4          | 4      |
| 16   | Islândia            | 0        | 1          | 1      |
| 17   | Suíça               | 0        | 1          | 1      |
| 18   | Portugal            | 0        | 1          | 1      |

#### Notes
- A  Resultados até à Dissolução da União Soviética em 1991. Três dos cinco títulos foram conquistados por clubes da actual Bielorrússia, enquanto dois títulos e outras três presenças como finalista vencido foram conseguidos por clubes da actual Rússia.
- B Resultados até à Dissolução da Iugoslávia do início da década de 1990. Clubes da actual Sérvia conquistaram o título por duas vezes e marcaram presença na final por outras duas vezes, clubes da actual Croácia conquistaram o título uma vez e foram à final outras três vezes, clubes da Bósnia e Herzegovina venceram uma vez e foram à final outra vez enquanto um clube da actual Eslovénia foi finalista vencido uma vez.
- C Resultados até à Dissolução da Tchecoslováquia em 1993. Três títulos e mais duas presenças na final foram conseguidas pelo HC Dukla Prague.